# Società Sande

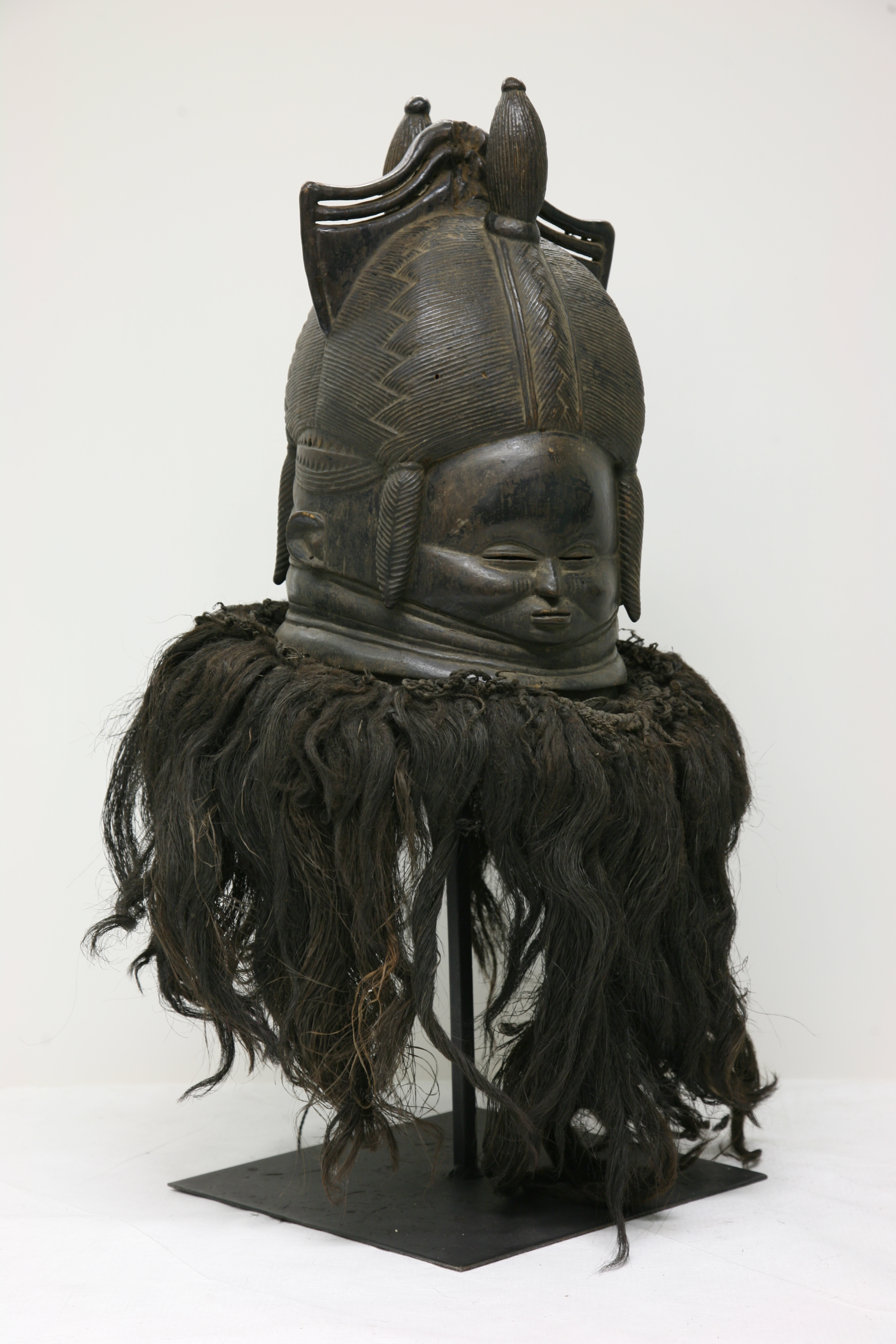
Maschera con elmo della Sande Society (1940-1965) facente parte della collezione del The Children's Museum of Indianapolis

La società Sande, conosciuta localmente anche coi nomi Zadεgi, Bundu, Bundo e Bondo, è una società segreta femminile che si trova nella regione centroatlantica dell'Africa occidentale, vale a dire in Liberia, Sierra Leone e Guinea, e in misura minore in Costa d'Avorio.

## Origine e diffusione
Questo tipo di società si trova nella zona detta Central West Atlantic Region, una regione dalla composizione etnica e linguistica molto complessa. Nel 1668, un geografo olandese di nome Olfert Dapper pubblicò una descrizione di questa società come la incontrò nella regione di Cape Mount della Liberia, a partire probabilmente dal 1628 (Dapper 1668; Holsoe 1980:97). 
Gli antropologi ritengono che la società Sande si sia sviluppata tra i Gola e poi diffusa tra i vicini Mende e Vai; altri gruppi etnici hanno adottato il sistema Sande più recentemente, finanche nel Novecento. Oggi questa istituzione sociale è riscontrabile nelle popolazioni Bassa, Gola, Kissi, Kpelle, Loma, Mano e Vai della Liberia; tra i Bullom, Kono, Limba, Loko, Mende, Sherbro, Temne e Yalunka della Sierra Leone; inoltre nelle estensioni di queste etnie in Guinea e Costa d'Avorio.

## Caratteristiche
Le caratteristiche comuni a tutte queste associazioni femminili sono: 
- l'iniziazione di gruppo in un'area isolata nella foresta;
- l'uso dei nomi attribuiti con l'iniziazione al posto di quelli di nascita;
- strutturazione gerarchica del potere tra le donne;
- una rigida regolamentazione dei rapporti tra uomini e donne;
- l'esecuzione di mutilazioni genitali femminili.

Alcune caratteristiche invece, come le tipiche maschere e costumi femminili indossati dalle donne-leader, sono assenti tra i Kpelle, Kono, Loma e Mano.

## Scopi e attività
In essa le ragazze vengono iniziate all'età adulta, viene conferita culturalmente loro la fertilità, vengono trasmesse le nozioni di moralità e di comportamento sessuale, e più in generale ci si occupa della condizione delle donne per tutta la loro vita. Inoltre, la società Sande sostiene gli interessi sociali e politici delle donne e promuove la solidarietà nei confronti della società Poro, un istituto complementare maschile. 
Le maschere della società Sande costituiscono un esempio raro e forse unico di maschere a uso esclusivamente femminile, una caratteristica che denota la straordinaria rilevanza sociale delle donne in questa regione.